# Cronia
Cronia là một chi ốc biển, là động vật thân mềm chân bụng sống ở biển thuộc họ Muricidae, họ ốc gai.

## Các loài
Các loài thuộc chi Cronia bao gồm:
- Cronia amygdala (Kiener, 1835)[2]
- Cronia aurantiaca (Hombron & Jacquinot, 1853)[3]
- Cronia avellana (Reeve, 1846)[4]
- Cronia avenacea (Lesson, 1842)[5]
- Cronia tosana Pilsbry, 1904[6]